# توم وايت
توم وايت (بالإنجليزية: Tom White)‏ (1 سبتمبر 1896 ويست بروميتش المملكة المتحدة - 1 يناير 1960 المملكة المتحدة) هو لاعب كرة قدم بريطاني.